# Walter Zwingmann
Walter Zwingmann (* 12. März 1941 in Hannover; † 5. Dezember 2021) war ein deutscher Jazzmusiker (Trompete) und Maschinenbau-Ingenieur.

## Leben und Wirken
Zwingmann sperrte sich gegen Klavierstunden und brachte sich Gitarre als Autodidakt bei. Durch Chris Barber kam er zum Jazz. Nach der mittleren Reife kaufte er sich eine Trompete und erhielt Trompetenunterricht; später brachte ihm Edgar Westphal, Trompeter beim Rundfunkorchester Hannover, die Techniken der Jazz-Trompete bei. Während der Maschinenschlosserlehre im Eisenwerk Wülfel gründete er seine erste Band, die Beale Street Jazz Youngsters. Während des Maschinenbau-Studiums spielte er in der Blue March Combo. 1969 gehörte er in Düsseldorf zu den Schampus All Stars und wirkte auch in Ollies Jazz Gang mit. Zurück in Hannover gründete er 1972 mit seinem Schwager Felix Hartmann die Swingtown Jazzmen, die 1975 ein gleichnamiges Album bei UTV-Film veröffentlichten; 1999 folgte Hallo, kleines Fräulein. Bis zur Auflösung der Band 2017 spielte Zwingmann dort Dixieland.
2006 gründete Zwingmann zudem das The Lulu White Salon Orchestra, das sich auch an Max Raabe orientiert und dreimal bei Swinging Hannover, aber auch beim 65. Geburtstag von Gerhard Schröder, auftrat. Dort war er bis 2017 aktiv.

## Lexikalische Einträge
- Jürgen Wölfer: Jazz in Deutschland. Das Lexikon. Alle Musiker und Plattenfirmen von 1920 bis heute. Hannibal, Höfen 2008, ISBN 978-3-85445-274-4.